# Rajd Polski 1921
Rajd Polski 1921 (a właściwie Raid Samochodowy; tak brzmiała oryginalna nazwa tego rajdu lub pełna nazwa Pierwszy powojenny raid samochodowy) odbył się na trasie Warszawa – Białowieża – Warszawa. Z sześciu uczestników najlepszy okazał się Tadeusz Heyne, jadący samochodem marki Dodge. Do przejechania zawodnicy mieli około 500 kilometrów po w większości drogach w małej części utwardzonych, przeważały polne gościńce. Organizatorem rajdu był Automobilklub Polski, a jego komandorem major Józef Grabowski, funkcję wicekomandora pełnił Włodzimierz Zeydowski, chronometrażem zajmował się inż. Stempowski, a starterem był Bolesław Altdorfer. Rajd Polski odbywa się do dziś i jest uznawany za drugi najstarszy rajd na świecie, zaraz po rajdzie Monte Carlo.

## Wyniki końcowe rajdu[2]
| Miejsce | Kierowca                    | Samochód           |
| ------- | --------------------------- | ------------------ |
| 1       | Tadeusz Heyne               | Dodge              |
| 2       | Lucjan Myciński             | Steyr              |
| 3       | Włodzimierz Ostoja-Zagórski | Hudson             |
| 4       | Wacław Słupski              | Cadilac Oldsmobile |